# Słupca (gromada)
Słupca – dawna gromada, czyli najmniejsza jednostka podziału terytorialnego Polskiej Rzeczypospolitej Ludowej w latach 1954–1972.
Gromady, z gromadzkimi radami narodowymi (GRN) jako organami władzy najniższego stopnia na wsi, funkcjonowały od reformy reorganizującej administrację wiejską przeprowadzonej jesienią 1954 do momentu ich zniesienia z dniem 1 stycznia 1973, tym samym wypierając organizację gminną w latach 1954–1972.
Gromadę Słupca z siedzibą GRN w mieście Słupcy (nie wchodzącym w skład gromady) utworzono 1 stycznia 1962 w powiecie słupeckim w woj. poznańskim z obszarów zniesionych gromad Kąty (bez miejscowości Dziedzice, Wierzbocice i Żbin) i Kowalewo Sołectwo w tymże powiecie.
W 1965 gromada miała 26 członków GRN.
1 stycznia 1970 do gromady Słupca włączono 141,97 ha z miasta Słupca w tymże powiecie, natomiast 33,26 ha (części wsi Kowalewo-Góry – 20,77 ha, i Wierzbno – 12,49 ha) z gromady Słupca włączono do miasta Słupca.
Gromada przetrwała do końca 1972 roku, czyli do kolejnej reformy gminnej. 1 stycznia 1973 w powiecie słupeckim utworzono gminę Słupca.